# مقاطعة أرغيس
مقاطعة أرجيش (بالرومانية: Argeș)  هي مقاطعة في رومانيا، تتبع رومانيا، بلغ عدد سكانها 394٬268 نسمة، في 1930، عاصمتها بيتيشت، تبلغ مساحتها 6٬862 كيلومتر مربع.

## التقسيمات الإدارية
- بيتيشت
- باسكوف
- برادو
- ميوفني [الإنجليزية]‏
- ماراتشينيني
- Ștefănești, Argeș [الإنجليزية]‏
- Câmpulung [الإنجليزية]‏
- Valea Mare-Pravăț [الإنجليزية]‏
- كورتا دي أرجيش
- Costești [الإنجليزية]‏
- Topoloveni [الإنجليزية]‏
- ألبيشت دي أرجيش
- ألبيشت دي موستيل
- ألبوتا
- أنينواسا
- أريفو
- بابنا
- بايكوليشت
- باليليشت
- بيليتس-نيغريشت
- بيريفويشت
- بيرلا
- بوغاتس
- بوتيني
- بوتسشت
- برادوليتس
- Stoenești, Argeș [الإنجليزية]‏
- بودياسا
- بوغيا دي جوس
- بوزويشت
- كالدارارو
- كالينيشت
- كاتياسكا
- تشيباري
- تشيتاتسين
- تشيكانيشت
- تشيوفرينجين
- تشيوماجيشت
- كوكو
- كوربين
- كوربي
- كوشيشت
- كوتميانا
- كوكا
- دافيديشت
- ديمبوفيتشوارا
- ديرمانيشت
- دوبريشت
- دومنيشت
- دراغوسلافيله
- دراغانو
- غودين
- هيرسيشت
- هيرتيشت
- يزفورو
- ليورديني
- ليريشت
- لونكا كوربولوي
- مالوريني
- ميريشاني
- ميكتشيت
- ميهايشت
- ميواريلي
- ميروش
- موراريشت
- موشوايا
- موزاتشين
- موشاتيشت
- Țițești [الإنجليزية]‏
- نيغراش
- نوكاشوارا
- وارجا
- بيتروشان
- بويناري دي أرجيش
- Poienarii de Muscel [الإنجليزية]‏
- بويانا لاكولوي
- ودا
- بوبشت
- بريبويني
- Rătești [الإنجليزية]‏
- Recea, Argeș [الإنجليزية]‏
- Rociu [الإنجليزية]‏
- Rucăr [الإنجليزية]‏
- Sălătrucu [الإنجليزية]‏
- Săpata [الإنجليزية]‏
- Schitu Golești [الإنجليزية]‏
- Slobozia, Argeș [الإنجليزية]‏
- Stâlpeni [الإنجليزية]‏
- Stolnici [الإنجليزية]‏
- Suseni, Argeș [الإنجليزية]‏
- Ștefan cel Mare, Argeș [الإنجليزية]‏
- Șuici [الإنجليزية]‏
- Teiu, Argeș [الإنجليزية]‏
- Tigveni [الإنجليزية]‏
- Ungheni, Argeș [الإنجليزية]‏
- Valea Danului [الإنجليزية]‏
- فاليا شولي
- Vedea, Argeș [الإنجليزية]‏
- فلادشتي
- Râca [الإنجليزية]‏
- Vulturești, Argeș [الإنجليزية]‏
- Bughea de Sus [الإنجليزية]‏.

## أعلام
- جورج براندابورا
- قسطنطين دوبريسكو من أرجيش